# Metglas
Metglas är en tunn amorf metall vilken produceras genom att använda en snabb solidifieringsprocess på ungefär 1 000 000 °C/s.  Den snabba solidifieringen skapar unika ferromagnetiska egenskaper som tillåter legeringen att bli magnetiserad och avmagnetiserad snabbt och effektivt, detta ger att materialet har väldigt låga kärnförluster på ungefär 5 mW/kg   vid 60 Hz och maximal relativ permeabilitet på ungefär 1 000 000.

## Historia
AlliedSignal i Morristown, New Jersey började att utveckla amorfa metaller år 1970. Med tiden utvecklades många nya legeringar med samma principer som under skapandet av metglas.
Metglas, även känt som metalliska glaslegeringar, skiljer sig från traditionella metaller på så sätt att de har en icke-kristallin struktur och unika fysiska  och magnetiska egenskaper vilka kombinerar hög permeabilitet, hållfasthet och hårdhet med flexibilitet och  seghet.